# Muzeum Jana Wnęka w Odporyszowie
Muzeum Jana Wnęka w Odporyszowie – znajduje się przy Sanktuarium Najświętszej Maryi Panny w Odporyszowie. Jego zbiory poświęcone są twórczości rzeźbiarza Jana Wnęka. Placówka jest filią Muzeum Diecezjalnego w Tarnowie.
Początki muzealnej kolekcji sięgają 1978 kiedy to kustosz sanktuarium – ks. Henryk Chojnacki CM zebrał prace rzeźbiarza i umieścił je w przykościelnej wieży. Samo muzeum powstało w 1991 wraz z przeniesieniem rzeźb Jana Wnęka do specjalnie przygotowanego budynku. W 2009 przy udziale Małopolskiego Instytutu Kultury w Krakowie ekspozycja została przebudowana. Jej zbiory obejmują głównie prace o tematyce biblijnej (postacie, sceny rodzajowe).
Zwiedzanie muzeum jest możliwe po uprzednim uzgodnieniu.
Oprócz budynku muzeum, prace znajdują się wewnątrz świątyni, w kapliczkach plenerowych (zespół kaplic Siedmiu Boleści Maryi) oraz na wzgórzu, gdzie stał pierwszy odporyszowski kościół (obecnie kaplica św. Małgorzaty).